# Chemogo Dodzil Benni
Chemogo Dodzil Benni (* 1941; † 1987) war ein ghanaischer Militär und Diplomat.

## Ausbildung
Von 1960 bis 1962 studierte er an der Indian Military Academy in Dehradun.

## Werdegang
Vom 13. Januar 1972 bis zum 9. Oktober 1975 war er Commissioner of Informacion im National Redemption Council.
Vom 9. Oktober 1975 bis 1976 war er Botschafter in Kairo. 1976–1978 war er Botschafter in Monrovia. 1978–1982 war er Botschafter in Lomé (Togo) und war gleichzeitig in Porto-Novo (Benin) akkreditiert. Bis November 1994 war er der letzte ghanaische Botschafter beim Regime von Gnassingbé Eyadéma.
Ende der 1980er Jahre unter der Regierung des Provisional National Defence Council gab es in Ghana neben ordentlichen Gerichten öffentliche Tribunale. 1985 wurden vor diesen die Fälle Theodore Atiedu und Felix Peasah verhandelt. 1987 offenbarte Generalstaatsanwalt und Justizminister George Emmanuel Kwesi Aikins seine Vorstellung von Performance: „Selbst die glühendsten Gegner des Tribunalsystems beantragen gelegentlich, dass ihre Fälle vor das öffentliche Gericht gestellt werden, wenn sie durch die nachlässige Weise enttäuscht wurden, mit der einige ordentliche Gerichte ihre Fälle behandeln.“ Er kündigte ein öffentliches Tribunal gegen drei Personen wegen unlauteren Erwerbs von Immobilien in Accra an. Die Beschuldigten waren Nyaho Tamakloe, ein praktischer Arzt; Dodzil Benni, Oberst im Ruhestand; sowie ein Landwirt und Robert Kocouvie, ein Barrister-at-Law. Beim Geschädigten handelte es sich um Jürgen Heinel, einen deutschen Geschäftsmann. Gegen Benny und Tamakloe wurden acht und gegen Kocouvie fünf Jahre Haft auf Bewährung verhängt.